# 신사 제프리 크레용의 스케치북

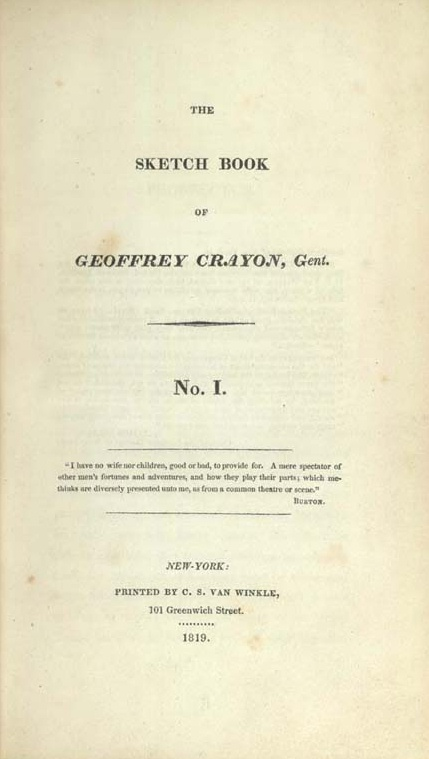

《신사 제프리 크레용의 스케치북》(The Sketch Book of Geoffrey Crayon, Gent.), 흔히 약칭 《스케치북》(The Sketch Book)은 미국 작가 워싱턴 어빙이 쓴 단편 소설들과 34편의 수필을 묶은 책이다. 제프리 크레용(Geoffrey Gent)이라는 필명을 사용하였고 1819년 ~ 1820년에 간행하였다. 위싱턴 어빙은 이 책으로 인해 처음으로 국제적인 명성을 얻게 되었다.
1815년에 영국을 방문하여 체류중에 썼으며 영국을 방문한 미국인으로서의 견문기(見聞記)를 중심으로 영국의 전통과 미국의 전설을 은연중에 대비시키며 묘사하고 있다. 유명한 〈슬리피 할로의 전설〉, 〈립 밴 윙클〉 《유령의 신랑》 등의 단편소설과 수필로는《웨스트민스터 사원》 《스트래트포드 온 에이본》 등이 실려 있다.